# Inazuma Rock Fes
Az Inazuma Rock Fes (イナズマロックフェス) japán zenei fesztivál, melyet 2009 óta szeptember közepén, az idősek tiszteletének vagy az őszi nap-éj egyenlőség napja utáni hétvégén rendeznek meg a Karaszuma-félszigeten, a siga prefektúrai Kuszacuban.

## Áttekintés
A jaszui születésű Nisikava Takanori énekest 2008 októberében kinevezték Siga prefektúra turisztikai nagykövetének, aki a zenén keresztül akarta viszonozni a terület „szívességét”. Elhatározta, hogy nagy, szabadtéri rockfesztivált alapít, ami így Siga prefektúra első ilyen rendezvénye lenne. Az esemény helyszíne a Biva-tóba benyúló Karaszuma-félszigeten található Kuszacu városa lett. A fesztivál neve Inazuma Rock Fes lett, amivel utalnak arra, hogy Siga prefektúra első karaktere (japánul: 滋) hasonlít a villámlásra. A koncertet először 2009. szeptember 19-én, Nisikava születésnapján rendezték meg.
A fizetős főszínpad (Inazuma Stage) mellett két ingyenes színpad is van; a Fúdzsinon (風神, ’Fúdzsin, a szél istene’) zenészek, míg a Raidzsinen (雷神, ’Raidzsin, a villámlás istene’) helyi közéleti szereplők lépnek fel. Ezek mellett a fesztivál részét képezik a helyi gasztronómiát, illetve Siga látnivalóit bemutató standok, illetve egy játszóház is. A fesztivál az ország számos pontjáról vonzza a zenerajongókat, így az felélénkítette a helyi gazdaságot.

## Fellépők

### 2009

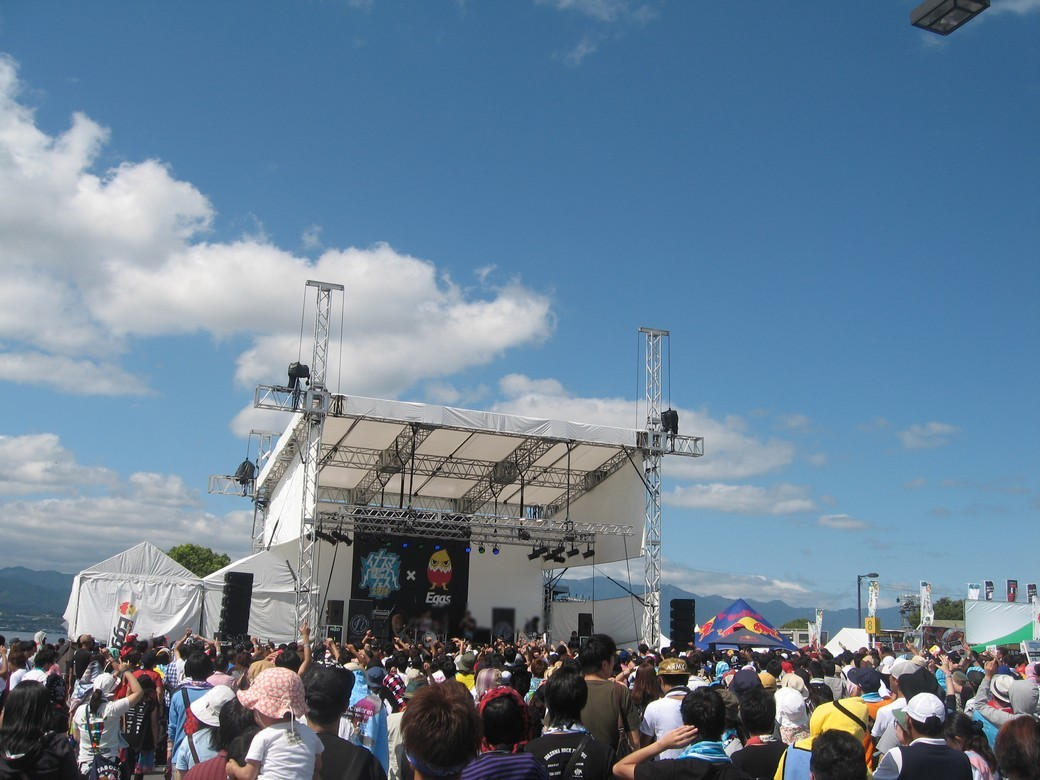
A 2015-ös Inazuma Rock Fes ingyenes Fúdzsin-színpada

| Dátum                   | Fellépők                                                                                     |
| ----------------------- | -------------------------------------------------------------------------------------------- |
| 1. nap (szeptember 19.) | - Unison Square Garden - 175R - Fúmidó - Home Made kazoku - Uverworld - Abingdon Boys School |
| 2. nap (szeptember 20.) | - 369 - Lindberg - Seamo - tetsu - Buck-Tick - T.M.Revolution                                |

### 2010
| Dátum                   | Színpad                   | Fellépők                                                                                                |
| ----------------------- | ------------------------- | --- |
| 1. nap (szeptember 18.) | Főszínpad                 | - Abingdon Boys School - Uverworld - Original Love - Tetsuya - The inazuma szentai - Óguro Maki - Imalu |
| 1. nap (szeptember 18.) | Entame-színpad (ingyenes) | - Sadie - Boyhood - Real Groove                                                                         |
| 2. nap (szeptember 19.) | Főszínpad                 | - T.M.Revolution - Sads - Cucsija Anna - Uemura Kana - Breakerz - Gó Hiromi - Jinn                      |
| 2. nap (szeptember 19.) | Entame-színpad (ingyenes) | - Agitato - Astrograph - Ecosystem                                                                      |

### 2011
| Dátum                   | Színpad                   | Fellépők |
| ----------------------- | ------------------------- | --- |
| 1. nap (szeptember 17.) | Főszínpad                 | - Abingdon Boys School - Nakagava Sóko - Dragon Ash - Def Tech - Jealkb - Aobózu                               |
| 1. nap (szeptember 17.) | Entame-színpad (ingyenes) | - Knock Out Monkey (Inazuma Gate-nyertes) - Azure (Inazuma Gate-nyertes) - Rookiez is Punk’d - Spyair - Prague |
| 2. nap (szeptember 18.) | Főszínpad                 | - T.M.Revolution - The Gazette - Hilcrhyme - Flow - Man with a Mission - Aqua Timez                            |
| 2. nap (szeptember 18.) | Entame-színpad (ingyenes) | - Glantz (Inazuma Gate-nyertes) - Inside Me (Inazuma Gate-nyertes) - Kondó Nacuko - Serial TV Drama - Quartet  |

### 2012
| Dátum                   | Színpad                   | Fellépők |
| ----------------------- | ------------------------- | --- |
| 1. nap (szeptember 15.) | Főszínpad                 | - Abingdon Boys School - Scandal - Kisidan - Szuga Sikako - Spyair - U-KISS - Jun Sky Walker(s)                                                   |
| 1. nap (szeptember 15.) | Entame-színpad (ingyenes) | - W-D4 (Inazuma Gate-nyertes) - Alice Dzsúban (Inazuma Gate-nyertes) - Brand New Vibe - Nano Ripe - Stereopony - Passpo - Idoling!!!              |
| 2. nap (szeptember 16.) | Főszínpad                 | - Sonar Pocket - T.M.Revolution - Simizu Sóta - Sophia - Golden Bomber - Becky - Kyary Pamyu Pamyu - Miguel Guerreiro (vendégzenész)              |
| 2. nap (szeptember 16.) | Entame-színpad (ingyenes) | - Shiny Lips (Inazuma Gate-nyertes) - Lay Another Flight (Inazuma Gate-nyertes) - Nobu!!! - Kiba of Akiba - White Ash - My First Story - Unlimits |

### 2013
| Dátum                   | Színpad                   | Fellépők |
| ----------------------- | ------------------------- | --- |
| 1. nap (szeptember 21.) | Főszínpad                 | - T.M.Revolution - Uverworld - Granrodeo - Scandal - Sonar Pocket - Puffy - Siricu Ebiszu Csúgaku (előzenekar) - TKO (előadó) - 2700 (előadó) - Viking (előadó) - Punk Boo Boo (előadó) - Jaszei bakudan (előadó)                                      |
| 1. nap (szeptember 21.) | Entame-színpad (ingyenes) | - Agepo jo komacsi - In 197666 - Kúszóiinkai - Kobajasi Taró - Silent Siren - Sakanamon - The Oral Cigarettes - 7!! - TSRTS - 9nine - W-D4 (Inazuma Gate-nyertes)                                                                                      |
| 2. nap (szeptember 22.) | Főszínpad                 | - T.M.Revolution - Uverworld - Mizuki Nana - Babymetal - Unison Square Garden - World Order - Cyclamen (előzenekar) - Juicy’s (előadó) - Dandy Szakano (előadó) - MarMee (Miguel és Szakura Maja) (előadó) - Miura Mild (előadó) - Varai mesi (előadó) |
| 2. nap (szeptember 22.) | Entame-színpad (ingyenes) | - Aoi Eir - Up Up Girls (kakko kari) - Afilia Saga - Ono Erena - Cream - The Hitch Lowke - Hitori de dekirumon - Dirty Old Men - DaizyStripper - Boyakels - Half Time Old (Inazuma Gate-nyertes)                                                       |

### 2014
| Dátum                   | Színpad                     | Fellépők |
| ----------------------- | --------------------------- | --- |
| 1. nap (szeptember 13.) | Fő- és Raidzsin-színpad     | - T.M.Revolution - Kató Miliyah - Kokumu - Sid - Minmi - May J. - Momoiro Clover Z (előzenekar) - Impulse (előadó) - TKO (előadó) - Fudzsiszaki Market (előadó) - Fruit Punch (előadó) - Robert (előadó)                                                                                               |
| 1. nap (szeptember 13.) | Fúdzsin-színpad (ingyenes)  | - Akira - R sitei - Gacharic Spin - Caramel - Scenario Art - The Twisted Harbor Town - Vanilla Beans - Burnout Syndrome - 04 Limited Sazabys - Lovendor - Earnie Frogs (Inazuma Gate-nyertes) - Geno’ Gravity (Inazuma Gate-nyertes) - War-ED                                                          |
| 1. nap (szeptember 13.) | Rjúdzsin-színpad (ingyenes) | - Anzen manzai - Udo to Mikan - Szaszurai Baby - Stretch-eze - Tosza kjódai - Party Ucsijama - Macsiura Pink - Macubara Tanisi - Lolita-zoku - Óiva Larry Maszasi (MC) - Sibata Hidecugu (Untouchables, MC)                                                                                            |
| 2. nap (szeptember 14.) | Fő- és Raidzsin-színpad     | - T.M.Revolution - NMB48 - F.T. Island - Every Little Thing - Siricu Ebiszu Csúgaku - Dempagumi.inc - Shun (előzenekar) - Macuzaki Sigeru (vendég) - Half Time Old (Inazuma Gate-nyertes) - Gin sari (előadó) - The Punch (előadó) - Tendara (előadó) - Tokyo Dynamite (előadó) - Toro Salmon (előadó) |
| 2. nap (szeptember 14.) | Fúdzsin-színpad (ingyenes)  | - Endó Mai - Kijama sóten - Good Morning America - Cheeky Parade - Party Rockets - Bradio - Babyraids - Berry Goodman - The Possible - Josida Jamada - Sachiko (Inazuma Gate-nyertes) - Hasigucsi Kanaderija (Inazuma Gate-nyertes) - Maltz Orchestra                                                  |
| 2. nap (szeptember 14.) | Rjúdzsin-színpad (ingyenes) | - Ari Kóta - Australia - Kuupon - Golden Age - Stone Club - Csiba csúszeccu - Haru-csan - Buszon - Mukójama Kazutaka to The Complex 199X - Óiva Larry Maszasi (MC) - Sibata Hidecugu (Untouchables, MC)                                                                                                |

### 2015
| Dátum                   | Színpad                     | Fellépők |
| ----------------------- | --------------------------- | --- |
| 1. nap (szeptember 19.) | Fő- és Raidzsin-színpad     | - T.M.Revolution - Momoiro Clover Z - NMB48 - Fear, and Loathing in Las Vegas - Uverworld - Kóda Kumi - Aoi Eir (előzenekar) - Ungirls (előadó) - Jaru Jaru (előadó) - Szugi-csan (előadó) - U-dzsi Kódzsi (előadó) - Dainodzsi (előadó)                          |
| 1. nap (szeptember 19.) | Fúdzsin-színpad (ingyenes)  | - Akira - Sky’s the Limit - Gacharic Spin - Civilian Skunk - Three Lights Down Kings - Szugie Jurika - Ai Emu - Thinking Dogs - Sug - Rega Lilly (Eggs-induló) - Peropero site jaritai va zu (Eggs-nyertes) - Nee, vaszurenaidene (Inazuma Gate-nyertes) - Tayuta |
| 1. nap (szeptember 19.) | Rjúdzsin-színpad (ingyenes) | - Ari Kóta - Udon to Mikan - Tariki - Tokage Baby - Fukakava Akira - Pon Pon - One’s Wishes-D - Óiva Larry Maszasi (MC) - Sibata Hidecugu (Untouchables, MC) |
| 2. nap (szeptember 20.) | Fő- és Raidzsin-színpad     | - T.M.Revolution - AKB48 - Csó tokkjú - Kjúszo nekokami - Alexandros - Uverworld - Back-On (előzenekar) - Jasiro Jú (előadó) - Hamakan (előadó) - Tendzsi Kunezumi (előadó) - Nicche (előadó) - Junichi Davidson (előadó)                                         |
| 2. nap (szeptember 20.) | Fúdzsin-színpad (ingyenes)  | - The Hoopers - Noisemakers - Doll Elements - Magic of Life - Mutó Ajami - The Hitch Lowke - Signal - Ash da Hero - Jamazaru - Shout It Out (Eggs-induló) - Kano Erena (Eggs-nyertes) - Nee, vaszurenaidene (Inazuma Gate-nyertes) - Mikkai to miminari           |
| 2. nap (szeptember 20.) | Rjúdzsin-színpad (ingyenes) | - Kazuma Supakin - Kinosita Kóki - Szakana - Csibahara - March - Mori Szeidzsi-ju - One’s Wishes-D - Óiva Larry Maszasi (MC) - Zabunguru (MC) |